# Alka malá
Alka malá (Alca torda) je středně velký druh alky (délka 38-43 cm, rozpětí křídel 63-68 cm, váha 550-890 g), hnízdící na pobřežních útesech severozápadní Evropy. Během hnízdění mají tzv. svatební šat, ten se u tohoto druhu značí bílou spodní a černou svrchní částí těla. Na konci letek mají tenkou bílou pásku. Mimo hnízdní sezonu jsou černá pera méně sytě zbarvena a na hlavě je více bílých per. Po celý rok mají na zobáku tenký svislý pruh, který je během doby hnízdění znatelnější než mimo ni.  Další bílá pera mají na hlavě. Tam jim tvoří úzký proužek od oka ke kořeni zobáku. Mladé alky, burňáci a terejové nejsou schopni letu, protože jsou po vykrmení v hnízdech příliš zatížení přebytečným tukem. Po opuštění hnízda se vrhají z říms do vody a plavou desítky kilometrů na zimoviště. Při plavání ztratí přebytkové tuky a mohou se vznést do vzduchu.
V únoru 1890 byli čtyři jedinci tohoto druhu střeleni u Hrušek na Vyškovsku; jde o jediné pozorování z území České republiky.

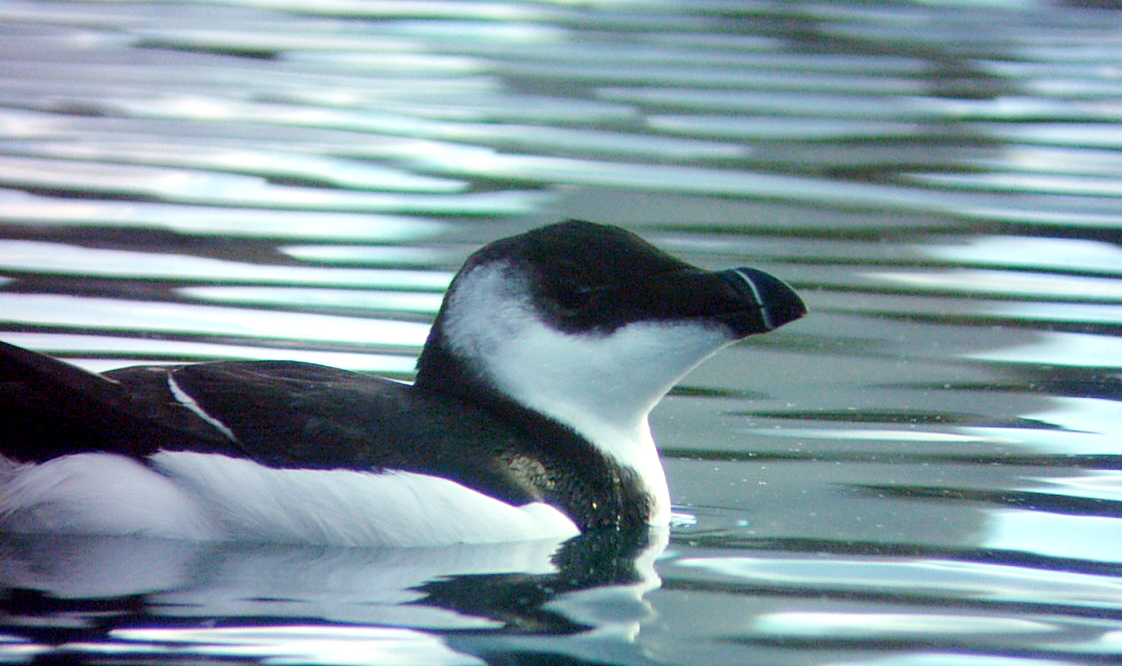
Alka malá v zimním šatu
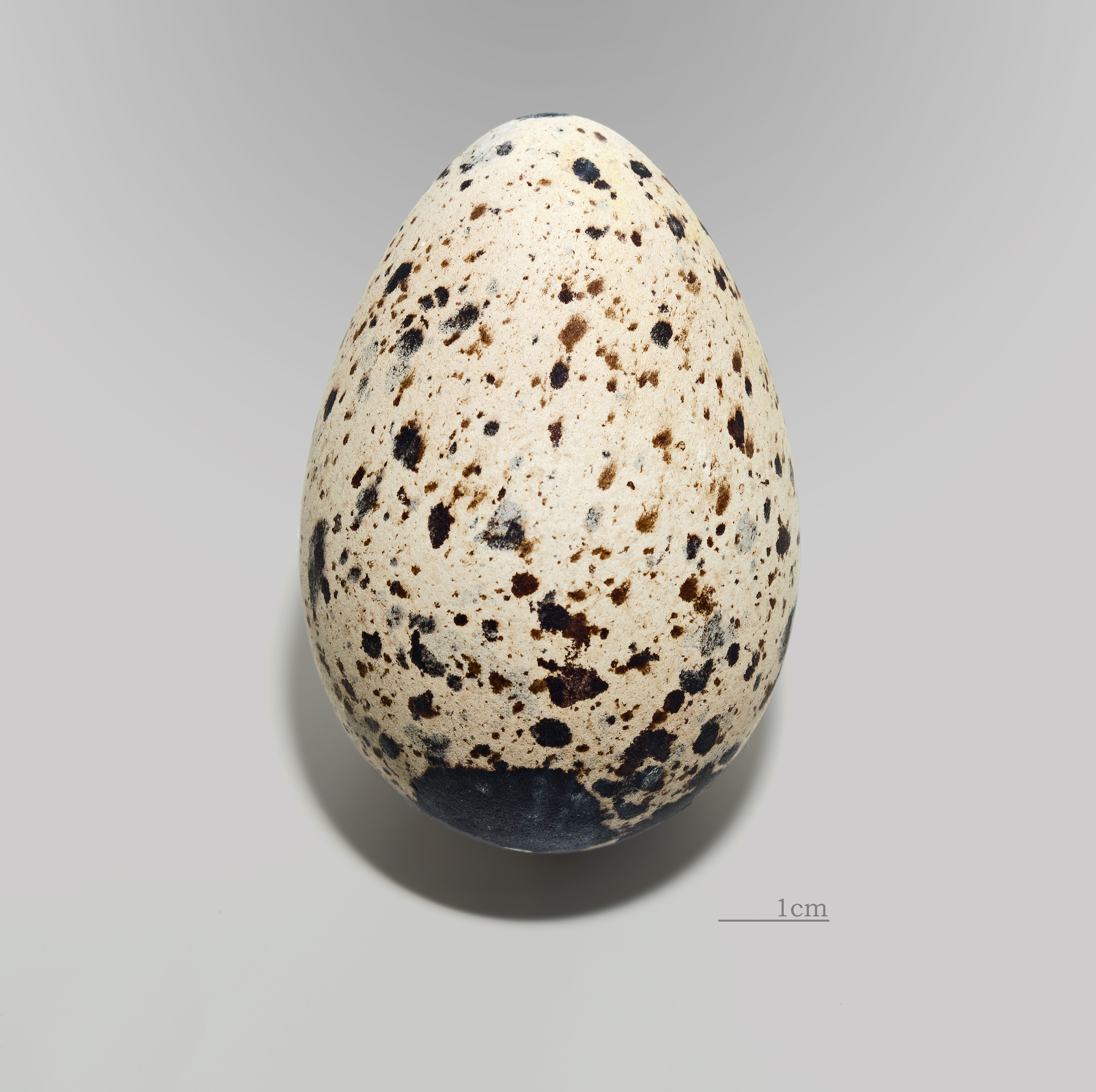
Vejce alky malé